# Chiesa di San Michele Arcangelo (Vito d'Asio)
La chiesa di San Michele Arcangelo è la parrocchiale di Vito d'Asio, in provincia di Pordenone e diocesi di Concordia-Pordenone; fa parte della forania di Spilimbergo.

## Storia
La prima citazione di una chiesa a Vito d'Asio dedicata a san Michele Arcangelo, che era filiale della pieve di San Martino d'Asio, risale al 1436. Da un altro documento del Quattrocento si apprende che essa versava in pessime condizioni e che era pericolante; se ne deduce quindi che fosse stata costruita in un'epoca più remota, forse dopo l'anno mille.
In un atto del 1493 si legge che l'11 marzo di quell'anno iniziarono i lavori di ricostruzione della chiesa, mentre nel 1544 fu edificato dalla scuola di Giovanni Antonio Pilacorte il battistero; nel 1584 il vescovo di Parenzo Cesare Nores, giungendovi in visita apostolica, annotò che essa era dotata del fonte battesimale, di tre altari e del tabernacolo per la conservazione del Santissimo Sacramento.
Successivamente, il 21 ottobre 1611 la comunità vitese divenne una curazia autonoma, mentre nel 1625 nell'edificio fu aggiunta la sagrestia.
Nel 1718-19 prese il via un nuovo rifacimento della struttura, al termine del quale il vescovo Carlo Fontanini impartì il 24 febbraio 1828 la consacrazione.
Una sessantina di anni dopo, il 24 febbraio 1890 la chiesa fu eretta a parrocchiale, affrancandosi definitivamente dalla pieve di San Martino; nel 1922 venne ultimata la facciata, riedificata su disegno di don Gabriele Cecco e di Domenico Rupolo.
Il terremoto del Friuli del 1976 arrecò alla struttura diversi danni, che furono poi sanati con un restauro condotto tra il 1984 e il 1987.

## Descrizione

### Esterno
La facciata a capanna della chiesa, che volge a sudovest, è tripartita da quattro lesene in pietra, poggianti su alti basamenti e terminanti con capitelli compositi, sopra cui s'imposta la trabeazione e il timpano triangolare in cui s'apre un oculo; al centro si apre l'ampio portale d'ingresso a tutto sesto, affiancato da due semicolonne ioniche, mentre ai lati si trovano due nicchie delimitate da lesene doriche.
Annesso alla parrocchiale è il massiccio campanile in pietra con base a scarpa, la cui cella presenta una bifora per lato ed è coperta dal tetto a quattro falde.

### Interno
L'interno dell'edificio si compone di un'unica navata, coperta da una volta a botte lunettata e scandita lateralmente da una serie di lesene composite. Sul fondo dell'aula si apre, preceduto dall'arco trionfale, il presbiterio, che accoglie il riccamente decorato altare maggiore marmoreo, eseguito alla fine del XVIII secolo dai fratelli Sabbadini.
La chiesa conserva diverse opere di pregio, tra le quali la pala ritraente la Madonna della Cintura, eseguita da Giuseppe Buzzi, gli affreschi settecenteschi raffiguranti la Presentazione al tempio e le Nozze di Cana, dipinti da Biagio Cestari, il lampadario in vetro di Murano, collocato nel 1895, la tela del 1835 con soggetto la Madonna del Rosario, il cui autore è Odorico Politi, il battistero cinquecentesco col fonte battesimale, la statua avente come soggetto san Gottardo, risalente al XV secolo, il paliotto con la rappresentazione dell'Annunciazione, la pala raffigurante la Madonna addolorata e Santi, realizzata nel XIX secolo dalla monfalconese Marianna Pascoli Angeli, e il coevo organo.